# 2020 au Bangladesh
Chronologie du Bangladesh
- 2016
- 2017
- 2018
- 2019
- 2020
- 2021
- 2022
- 2023
- 2024

Cet article présente les faits marquants de l'année 2020 au Bangladesh.

## Évènements
- 12 avril : l'ancien officier de l'armée du Bangladesh, Abdul Majed, est exécuté pour sa participation à l'assassinat en 1975 de Sheikh Mujibur Rahman, le premier président du pays[réf. souhaitée].
- 20 mai : le super-cyclone Amphan de la saison cyclonique 2020 dans l'océan Indien nord, le plus puissant formé dans l'Océan Indien nord depuis le cyclone d'Orissa de 1999, frappe le Bangladesh et l'Inde[1], causant également un raz-de-marée avec des vagues jusqu'à 3 mètres de hauteur, au moins 84 personnes sont mortes selon les premiers bilans, dont 10 au Bangladesh[2].